# Тынисте, Тыну
Tыну Тынисте (эст. Tõnu Tõniste; 26 апреля 1967, Таллин) — эстонский яхтсмен, олимпийский призёр.
Tыну Тынисте участвовал в четырёх летних олимпиадах подряд (с 1988 по 2000 год). Завоевал серебряную медаль на летних Олимпийских играх 1988 года в классе 470 (от СССР) и бронзовую медаль на олимпиаде 1992 (как представитель независимой Эстонии). Выступал совместно с братом-близнецом Тоомасом Тынисте.
Был знаменосцем эстонской команды на летних Олимпийских играх 2000 года.
В настоящее время (2015) успешно гоняется в неолимпийском классе "Мелджес 24", имея титулы чемпиона мира и Европы.